# Uno Cygnaeus
Uno Cygnaeus (ur. 12 października 1810 w Hämeenlinna, zm. 2 stycznia 1888 w Helsinkach) – fiński pedagog, działacz oświatowy i reformator szkolnictwa, kapelan.

## Życiorys
Ukończył gimnazjum w Hämeenlinna (szw. Tavastehus) w 1827, następnie uczęszczał na Uniwersytet Helsiński, zdobywając tytuł magistra w 1836. Później spędził dwa lata jako asystent pastora i kapelana więziennego w Wyborgu, nauczając także w tym czasie w prywatnej szkole. W 1840 został kapelanem na Alasce, w kolonii handlowej Sitka, gdzie głębokie wrażenie wywarły na nim dysproporcje między handlowcami a ubogimi autochtonami, handlującymi m.in. futrami.
W 1845 powrócił do Europy i przez następne dwanaście lat był kierownikiem fińskiej szkoły w Sankt Petersburgu. W tym okresie prowadził badania nad dorobkiem Johanna Heinricha Pestalozziego oraz Friedricha Fröbla i ich doktrynami pedagogicznymi. Na ich bazie rozwinął własne pomysły edukacyjne.
W 1856, kiedy car Aleksander II zapowiedział całkowitą reorganizację szkół podstawowych w Wielkim Księstwie Finlandii, wykorzystał okazję na zrealizowanie swoich pomysłów. Przedstawił rozwinięty przez siebie projekt reformy szkolnictwa, którą później uosabiał, w krótkiej pracy Strodda Tankar. W 1863 został dyrektorem nowego seminarium fińskiego w Jyväskylä, które to stanowisko piastował aż do śmierci.

## Koncepcje
Skoncentrował swój program nauczania na pracach ręcznych, czerpiąc z pomysłu Fröebla na wprowadzenie do zajęć szkolnych takich czynności, jak tkanie, robótki ręczne, układanie form z papieru, praca z piaskiem, gliną, czy zabawy kolorem w przedszkolu. Rozszerzył jednak koncepcję froebelowską o prace rolnicze, ogrodnictwo, prace w metalu i drewnie oraz zbiorowe wyplatanie koszyków nazywane veisto lub sloyd (z języka szwedzkiego slöjd – prace ręczne). W wyniku starań Cygnaeusa autonomiczne władze fińskie w 1866 wprowadziły obowiązkowy system sloydów dla chłopców we wszystkich szkołach wiejskich i dla nauczycieli płci męskiej w instytucjach szkoleniowych. W 1872 rząd rozszerzył ten system na szkoły miejskie i utworzył w Naäs szkołę Sloyd, dla szkolenia kadr nauczycielskich. Druga szkoła, nazywana Sloyd Seminarium, została założona w 1875. 
Pomysł szkolenia z zakresu robót ręcznych rozprzestrzenił się najpierw na Szwecję, potem na Francję, Niemcy, Anglię, Indie, Chile i Stany Zjednoczone, gdzie utrzymuje się do dziś wraz z ekonomią domową, jako część programu nauczania w niektórych szkołach.
W Polsce idee Cygnaeusa wykorzystał Władysław Przanowski w kształceniu nauczycieli prac ręcznych w Państwowym Instytucie Robót Ręcznych w Warszawie.